# Wayne Odesnik
Wayne Odesnik (* 21. listopadu 1985 v Johannesburgu, Jihoafrická republika) je bývalý americký profesionální tenista. Ve své kariéře zatím nevyhrál žádný turnaj ATP World Tour. Dne 18. března 2015 dostal 15letý trest za opakovaný doping.

## Finálové účasti na turnajích ATP World Tour (1)

### Dvouhra - prohry (1)
| Legenda                                                       |
| ATP International Series Gold / ATP World Tour 500 Series (0) |
| ATP International Series / ATP World Tour 250 Series (1)      |

| Č. | Datum          | Turnaj       | Povrch | Vítěz          | Výsledek |
| 1. | 12. duben 2009 | Houston, USA | antuka | Lleyton Hewitt | 6-2, 7-5 |

## Postavení na žebříčku ATP na konci sezóny

### Dvouhra
| Rok    | 2002 | 2003   | 2004   | 2005   | 2006   | 2007   | 2008   | 2009   |
| Pořadí | 744. | ▲ 457. | ▲ 398. | ▲ 270. | ▲ 184. | ▲ 121. | ▲ 116. | ▲ 105. |

### Čtyřhra
| Rok    | 2002  | 2003    | 2004    | 2005   | 2006   | 2007   | 2008   | 2009 |
| Pořadí | 1536. | ▼ 1672. | ▲ 1544. | ▲ 869. | ▲ 772. | ▲ 539. | ▼ 585. | ▼ x  |